# Milton-under-Wychwood
Milton-under-Wychwood est une paroisse civile et un village de l'Oxfordshire, en Angleterre.